# Göran Fredrik Göransson
Göran Fredrik Göransson (20 tháng 1 năm 1819 - 12 tháng 5 năm 1900) là một thương gia, thợ sắt và nhà công nghiệp Thụy Điển. Ông là người sáng lập công ty Sandvikens Jernverks AB (nay được gọi là Sandvik AB) và là người đầu tiên thực hiện quy trình Bessemer thành công trên quy mô công nghiệp.

## Thuở nhỏ
Göran Fredrik Göransson sinh ngày 20 tháng 1 năm 1819 tại Gävle, Thụy Điển, là con của Anders Petter Göransson và Maria Catharina Elfstrand. Ông là con trai lớn nhất trong gia đình của ba cô gái và bốn con trai. Ông đã đi học ở Gävle và cũng đã dành 18 tháng ở Đức, Pháp, Anh và Hoa Kỳ để có được kinh nghiệm trong việc tiến hành kinh doanh quốc tế.

## Nghề nghiệp
Năm 1841, Göransson gia nhập thương hội Daniel Elfstrand & Co., kinh doanh gia đình của ông, và giám đốc của nó vào năm 1856. Năm 1856, công ty cũng mua lại các công trình sắt ở Högbo cùng với lò cao Edske. Ông đến Anh năm 1857 để mua một động cơ hơi nước cho lò Edske nhưng sau khi thay đổi kế hoạch kinh doanh, đã mua một phần năm bằng sáng chế của Henry Bessemer để sản xuất thép từ gang thỏi. Khi trở về, Viện Hàn lâm Khoa học Hoàng gia Thụy Điển trao cho ông tổng số 50.000 Krona Thụy Điển để tài trợ cho sản xuất thép bằng cách sử dụng quy trình Bessemer. Phương pháp Bessemer liên quan đến việc nổ một dòng khí mạnh thông qua sắt nóng chảy để đốt cháy cacbon và các tạp chất khác. Tuy nhiên, khó có thể giữ nhiệt độ đủ cao trong suốt quá trình. Sau những khó khăn ban đầu, Göransson đã thành công trong việc sản xuất thép trên quy mô công nghiệp sử dụng quy trình mới vào ngày 18 tháng 7 năm 1858.
Ông thành lập công ty Högbo Stål & Jernwerks AB vào ngày 31 tháng 1 năm 1862 tại Sandviken, Thụy Điển. Năm 1868, công ty được mua lại và xây dựng lại thành Sandvikens Jernverks AB với con trai cả của mình, Anders Henrik Göransson làm giám đốc điều hành và Per Murén làm chủ tịch. Công ty đã có thể nhanh chóng mở rộng ở các thị trường công nghiệp lớn ở nước ngoài như Đức, Anh và Mỹ chủ yếu là do các kết nối rộng rãi của ông ở nước ngoài, được gây dựng trong thời gian ông làm tổng giám đốc tại Elfstrand & Co. Ông kế nhiệm Murén là chủ tịch của công ty vào năm 1883.

## Cuộc sống cá nhân
Göransson kết hôn với Catharina Elisabeth Sehlberg vào ngày 31 tháng 5 năm 1842. Họ có bốn con trai và hai con gái. Con trai cả của ông, Anders Henrik, trở thành giám đốc điều hành của Sandvikens Jernverks AB và sau đó sẽ kế nhiệm cha mình làm chủ tịch sau khi ông qua đời.
Ông chịu trách nhiệm cho sự thành lập của thị trấn Sandviken mà phát triển xung quanh các xưởng thép mà ông đã xây dựng trên vịnh của hồ Storsjön vào năm 1862.
Trong thập niên 1860, Göransson thành lập Stiftelsen den Göranssonska Fonden, một sáng lập để giúp nhân viên của công ty và gia đình của họ để kiếm sống. Cùng với hai sáng lập khác được thành lập bởi con cháu của mình, Quỹ tài trợ cho sinh viên và điều trị cho người cao tuổi, tàn tật và bệnh mạn tính ở thành phố Sandviken. Tổ chức cũng tài trợ việc xây dựng Göransson Arena, một đấu trường đa năng trong nhà được sử dụng cho các hoạt động giải trí, thể thao và văn hóa, được đặt theo tên ông.
Ông qua đời vào ngày 12 tháng 5 năm 1900 tại Sandviken và được chôn cất tại nghĩa trang Sandviken.